# Едикт Фонтенбло

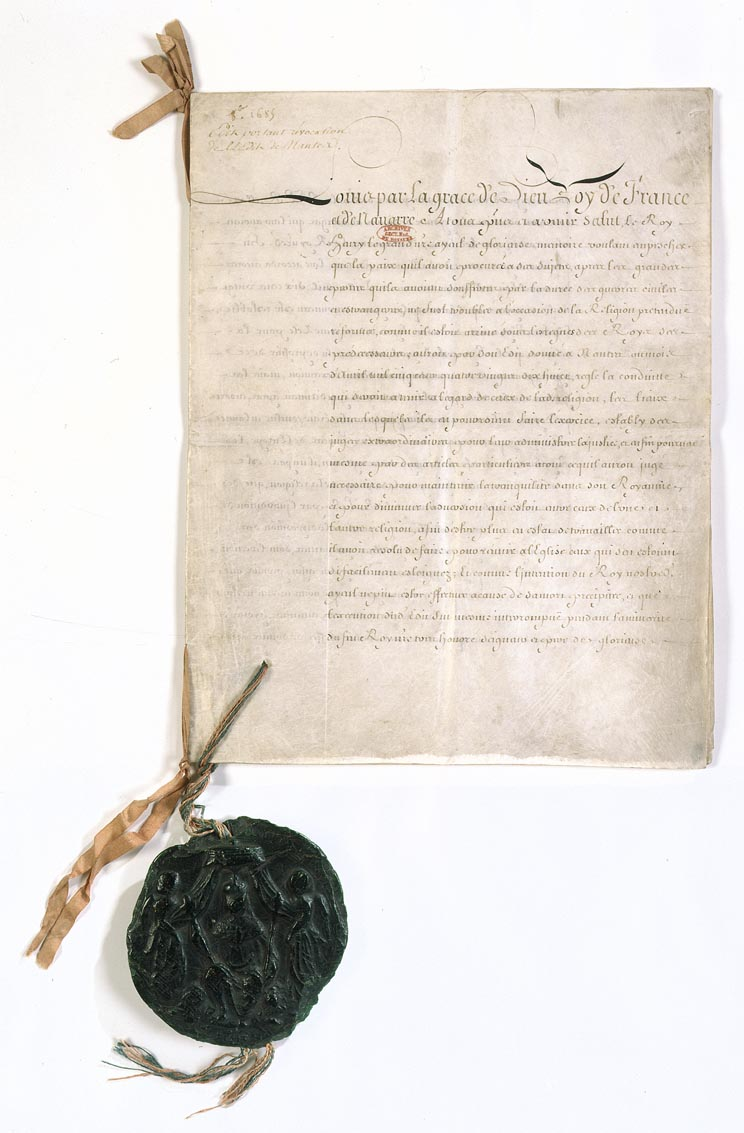
Едикт Фонтенбло

Еди́кт Фонтенбло́ (фр. Édit de Fontainebleau), також відома у Франції під назвою Révocation (французька для „Заява про скасування“)) — едикт Людовика XIV від 17 жовтня 1685 про скасування прийнятого в 1598 Генріхом IV Нантського едикту, що гарантував гугенотам свободу віросповідання.
Неохоче підкорившись Нантському едикту, католицьке духівництво за Людовика XIV намагалось усіма засобами скасувати його або паралізувати його дію. З 1661 почались релігійні переслідування. У 9-й статті Нантського едикту було дозволено протестантські богослужіння в тих місцях, де вони здійснювалися в 1596 і 1597. На підставі цього католики стали руйнувати протестантські церкви в інших місцях. 2 квітня 1666 Людовик видав декларацію, в якій знищував принцип свободи, затверджений Нантським едиктом. Нарешті, 17 жовтня 1685 Людовик XIV підписав в Фонтенбло едикт про скасування Нантського едикту. Документ цей був укладений канцлером Мішелем Ле Телльє. Король в ньому вказує, що Нантський едикт був укладений його предком на користь гугенотів з наміром навернути їх до католицизму, але через те, що найчисельніша і найкраща частина підданих навернулось до католицизму, Нантський едикт виявися зайвим.

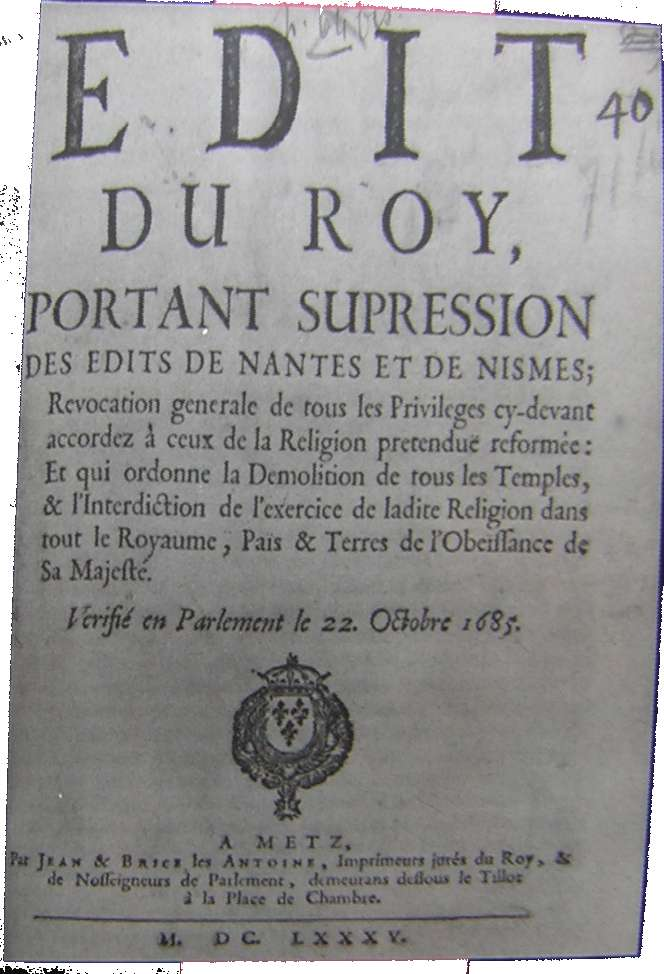
Едикт Фонтенбло, підписаний Людовіком XIV, що скасував Нантський едикт і заборонив протестантизм у Франції

Наказано було руйнувати останні храми гугенотів і їхні школи. У VII статті сказано: «Ми забороняємо допускати будь-що бодай-як схоже на поступку на користь реформаторської релігії». Духівництво осипало короля похвальбами; Боссюе називав короля Костянтином, новим Карлом Великим. Інокентій XI в папській грамоті (13 грудня 1685) привітав Людовика із звершенням великої побожної справи. Наслідки скасування Нантського едикту для Франції були сумними: торгівля прийшла в занепад, протестанти емігрували сотнями тисяч — в Лондон (там одразу з'явилось понад 30 кальвіністських церков), в Швецію, Данію, Московське царство, Америку, найбільше в Голландію.